# کادوف (ناحیه زنویمو)
کادوف (به چکی: Kadov) یک منطقهٔ مسکونی در جمهوری چک است که در ناحیه زنویمو واقع شده‌است. کادوف ۶٫۲۴ کیلومتر مربع مساحت و ۱۴۰ نفر جمعیت دارد و ۲۷۷ متر بالاتر از سطح دریا واقع شده‌است.